# Flughafen Posadas

i7
i11
i13
Der Flughafen Posadas (spanisch offiziell: Aeropuerto Internacional de Posadas Libertador General José de San Martín) ist ein argentinischer Flughafen nahe der Stadt Posadas in der Provinz Misiones. Neben dem Flughafen Puerto Iguazú ist er der zweite große Flughafen der Provinz. Neben der Nutzung in der zivilen Luftfahrt wird er auch von der argentinischen Luftwaffe genutzt. Benannt wurde er nach dem argentinischen Befreier José de San Martín.
Der Ejército Argentino, die Landstreitkräfte Argentiniens, nutzen ihn parallel als Militärflugplatz.

## Militärische Nutzung
Die argentinischen Heeresflieger nutzen einen militärischen Bereich. Sie haben hier seit 1994 eine Helikopterstaffel stationiert, die Sección de Aviación de Ejército de Monte 12, die der Panzerbrigade II, Brigada Blindada II, unterstellt ist.

## Zivile Nutzung

### Fluggesellschaften und Flugziele
| Fluggesellschaft      | Ziele                               |
| --------------------- | ----------------------------------- |
| Aerolineas Argentinas | Buenos Aires-Jorge Newbery, Córdoba |
| Flybondi              | Buenos Aires-Jorge Newbery          |
| Quellen:              |                                     |

## Zwischenfälle
- Am 12. Juni 1988 stürzte eine McDonnell Douglas DC-9-81 (MD-81) der argentinischen Austral Líneas Aéreas (N1003G) beim Landeanflug auf den Flughafen Posadas ab. Das Flugzeug kollidierte bei schlechter Sicht mit Eukalyptusbäumen und schlug drei Kilometer vor dem Flughafen auf dem Boden auf. Alle 22 Insassen starben.[3]